# Enilive
Enilive S.p.A. (precedentemente Eni Sustainable Mobility S.p.A.) è una società italiana, controllata al 70% da Eni e per il 30% da KKR, che si occupa delle attività per la trasformazione della mobilità. Fondata il 3 gennaio 2023 con l'obiettivo di offrire al pubblico servizi integrati e prodotti progressivamente decarbonizzati, conta oltre 5 000 stazioni di servizio in diversi Paesi europei, tra cui Italia, Austria, Francia, Germania e Svizzera. Si stima che ogni giorno accolga nei propri punti vendita un milione e mezzo di persone.
Il presidente è Marco Petracchini e l’amministratore delegato è Stefano Ballista.
Dalla stagione 2024-2025, Enilive è title sponsor della Serie A, andando a sostituire TIM che per oltre 25 anni è stato sponsor principale della massima divisione di calcio italiana.

## Storia
Nel 2013 nasce Eni Station, come divisione di Eni per la gestione della rete di stazioni di servizio precedentemente operata da Agip.
Il 2 gennaio 2023 nasce la società Eni Sustainable Mobility, per la fornitura di servizi e prodotti progressivamente decarbonizzati per realizzare la transizione energetica.
Il 15 gennaio 2024 Eni Sustainable Mobility cambia ragione sociale e diventa Enilive: nella nuova società sono confluite tutte le attività.

## Attività
Nelle Enilive Station sono disponibili: colonnine di ricarica per le auto elettriche, impianti a idrogeno, carburanti tradizionali e anche prodotti per veicoli derivanti da materie prime rinnovabili come l’HVO, il bio-GPL e il biometano.
Nei punti Enilive è possibile fruire anche di altri servizi come: fare la spesa negli Emporium, ritirare un pacco Amazon, pagare i bollettini postali, abbonarsi a Telepass, noleggiare un’auto Enjoy, fare una sosta nei 1.200 Eni Café o presso gli store ALT Stazione del Gusto, un progetto nato in collaborazione con l’Accademia di cucina dello chef Niko Romito.
Inoltre Enilive si occupa della gestione delle bioraffinerie di Venezia, Gela e Chalmette (Louisiana), di 22 impianti di produzione di biometano in Italia, oltre ai nuovi progetti per due raffinerie a Livorno e a Pengerang (Malaysia).
A gennaio 2025 Enilive ha avviato nella bioraffineria di Gela il primo impianto per la produzione del carburante per l’aviazione, Saf. La bioraffineria ha una capacità di produzione di 400mila tonnellate all'anno.